# Música do Egito

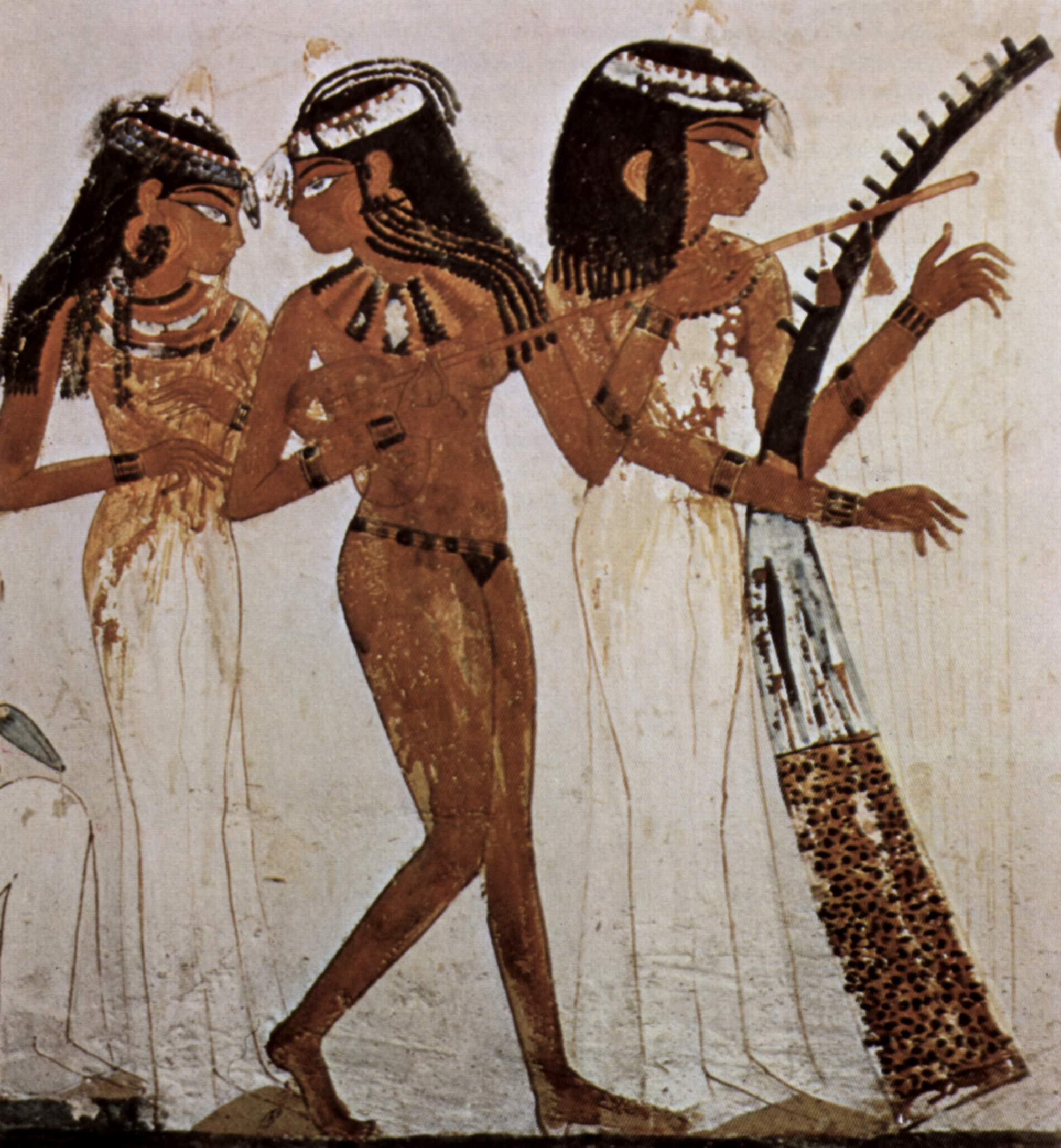
Músicos de Amon, Tumba de Nakht. 18ª Dinastia, Tebas Ocidental.

A música do Egito tem uma parte integrada à cultura egípcia desde tempos antigos. Os egípcios acreditavam que um dos seus deuses, Thoth, inventara a música e que Osíris fez uso dela como parte de seus esforços para civilizar o mundo. O mais antigo material e evidência de representação musical dos instrumentos utilizados pela música egípcia datam do período Pré-Dinástico, mas é mais seguro e evidente que eles utilizavam harpas, flautas e duplos clarinetes no período do Império Antigo. Instrumentos de percussão, harpas e alaúdes foram adicionados às orquestras a partir do Império Médio. Pratos frequentemente acompanhavam música e dança, e ainda continuam o fazendo no Egito atualmente. As músicas populares do Egito, incluindo o tradicional ritual Sufi dhikr, são o mais próximo que o gênero contemporâneo pode estar da antiga música, tendo preservado muito das características, ritmos e instrumentos.
Eles também usam gravadores e clarinetes. Em geral, a música moderna Egípcia mistura essas tradições antigas com elementos turcos, arábicos e ocidentais. Diz-se que a música arábica começou no século XII na Síria durante a dinastia Omíada, influenciada pelas formas artísticas bizantinas, indianas e persas, que eram por elas mesmo influenciadas pelos gregos, semitas e até pela própria música egípcia antiga. A estrutura tonal da música árabe é definida pelo maqamat, vagamente semelhantes aos modos ocidentais, enquanto o ritmo da música árabe é regido pelas awzan (wazn, cantar), formados por combinações de batidas acentuadas e não-acentuadas e descansos intercalados. A egípcia é composta a partir da escala frígia dominante, a escala frígia, escala harmônica dupla (escala  de origem árabe) ou escala lídia. A escala frígia dominante pode, muitas vezes, apresentar uma nota alterada ou duas em partes para criar tensão. Por exemplo, a música poderia ser tipicamente no tom de E frígio dominante usando as notas E, F, G#, A, B, C, D e depois ter uma afiada A, B, A#, G e E naturais para criar tensão.
Desde a época de Nasser a música popular tem se tornado cada vez mais importante na cultura, particularmente por conta da grande população jovem do Egito. A música popular continua a ser tocada durante casamentos e outras festividades tradicionais. No último terço do século XX a música egípcia foi uma forma de comunicação problemas de classes e da sociedade. Ademais, alguns dos mais famosos cantores pops egípcios são Mohamed Mounir e Amr Diab.
A música religiosa vem de uma essencial parte da tradicional celebração muçulmanas e da da Igreja Ortodoxa Copta chamada mulids. Mulids são usados no Egito para celebrar a santa de uma igreja particular. Mulids muçulmanos estão relacionados com o ritual Sufi zikr . A flauta egípcia, chamada de ney, é habitualmente tocada em mulids. A música litúrgica da Igreja Copta também constitui um elemento importante da música egípcia e diz ter preservado muitas características da música egípcia antiga.